# 貝雅公爵弗朗西斯科王子
法蘭西斯科（葡萄牙語：Francisco，1691年5月25日—1742年7月21日），貝雅公爵，葡萄牙國王佩德羅二世的第三子（長子夭折，形同次子）。
法蘭西斯科於1742年去世，死後葬在城外聖文生修道院的布拉干薩萬神殿。